# Suiriri
Suiriri là một chi chim trong họ Tyrannidae.

## Các loài
- Suiriri suiriri (Bản mẫu:Versalita, 1818) 
  - Suiriri (suiriri) burmeisteri (Bản mẫu:Versalita, 1856) [2]
- Suiriri affinis (Bản mẫu:Versalita, 1856) [3]